# Ménippé (Néréide)
Pour les articles homonymes, voir Ménippé (homonymie).
Dans la mythologie grecque, Ménippé (en grec ancien Μενίππη / Meníppê) est une Néréide, fille de Nérée et de Doris, citée par Hésiode dans sa liste de Néréides. 

## Fonctions
Ménippé est la Néréide des « chevaux forts », c'est-à-dire des fortes vagues.

## Famille
Ses parents sont le dieu marin primitif Nérée, surnommé le vieillard de la mer, et l'océanide Doris. Elle est l'une de leur multiples filles, les Néréides, généralement au nombre de cinquante, et a un unique frère, Néritès. Pontos (le Flot) et Gaïa (la Terre) sont ses grands-parents paternels, Océan et Téthys ses grands-parents maternels.

## Évocation moderne

### Astronomie
(188) Ménippe, astéroïde de la ceinture principale découvert le 18 juin 1878, ne doit pas son nom à la déesse mais à la fille d'Orion.

### Zoologie
Ménippé est également le nom d'un des genres de crustacés.